# Ponte

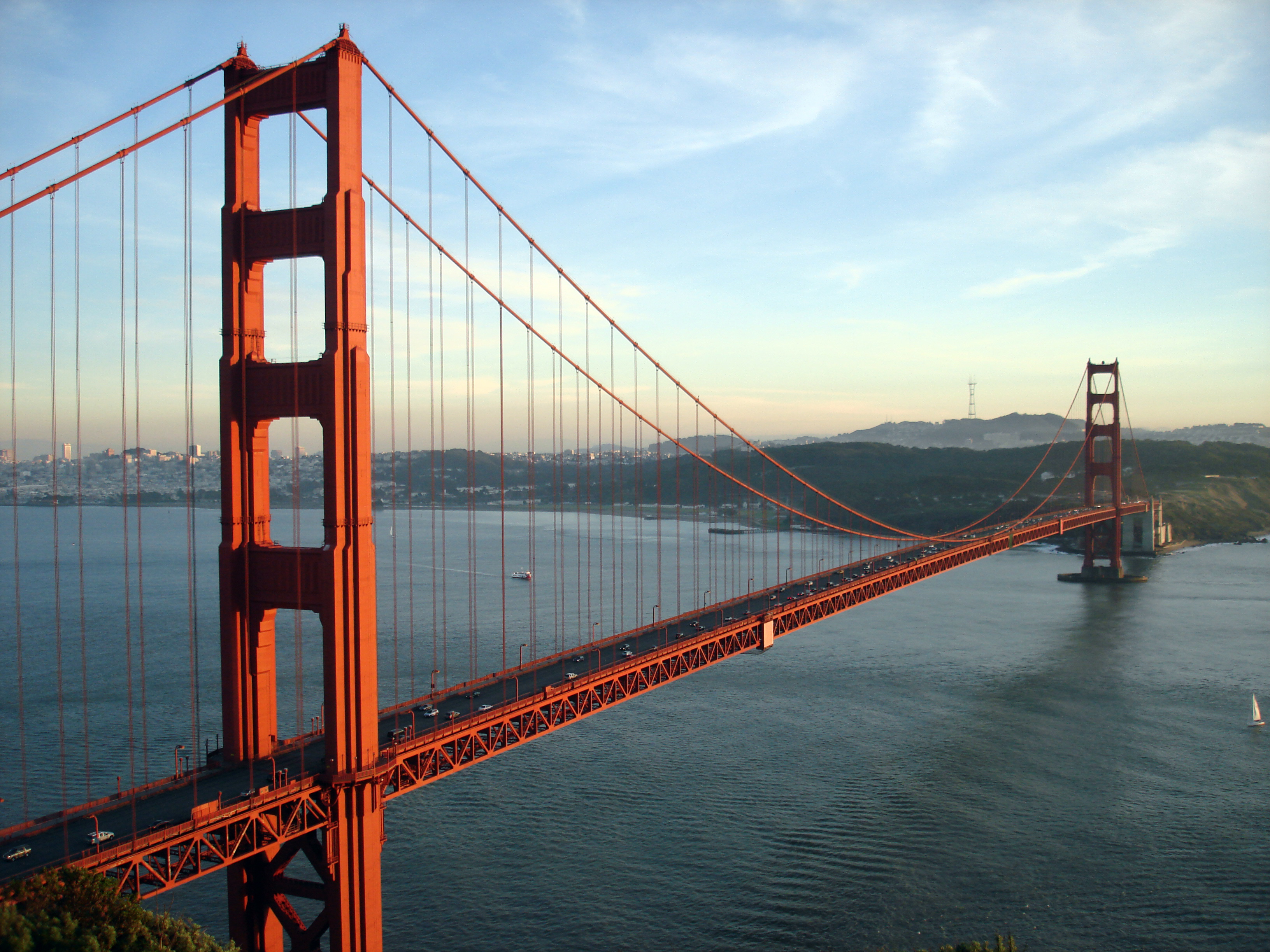
Ponte Golden Gate, uma das mais famosas do mundo.

Ponte é uma construção que permite interligar ao mesmo nível pontos não acessíveis separados por rios, vales, ou outros obstáculos naturais ou artificiais.
As pontes são construídas para permitirem a passagem sobre o obstáculo a transpor, de pessoas, automóveis, comboios, canalizações ou condutas de água (aquedutos).
Quando é construída sobre um curso de água, o seu tabuleiro é frequentemente situado a altura calculada de forma a possibilitar a passagem de embarcações com segurança sob a sua estrutura. Quando construída sobre um meio seco costuma-se chamar as pontes de viadutos, como uma forma de apelidar pontes em meios urbanos. Do contrário não pode ser usado, já que um viaduto é uma ponte que visa não interromper o fluxo rodoviário ou ferroviário, mantendo a continuidade da via de comunicação quando esta se depara e têm que transpor um obstáculo natural constituído por depressão do terreno (estradas, ruas, acidentes geográficos, etc.), cruzamentos e outros sem que este seja obstruído.
Viadutos são muito comuns em grandes metrópoles, onde o intenso tráfego de veículos normalmente de grandes avenidas ou vias expressas não podem ser ligeiramente interrompidos. Além de cidades que possuem muitos acidentes geográficos, onde o viaduto serve para ligar dois pontos mais altos de uma determinada região e relevo.
A palavra Ponte provém do latim Pons que por sua vez descende do Etrusco Pont, que significa "estrada". Em grego πόντος (Póntos), derive talvez da raiz Pent que significa uma ação de caminhar.

## História

### As primeiras pontes

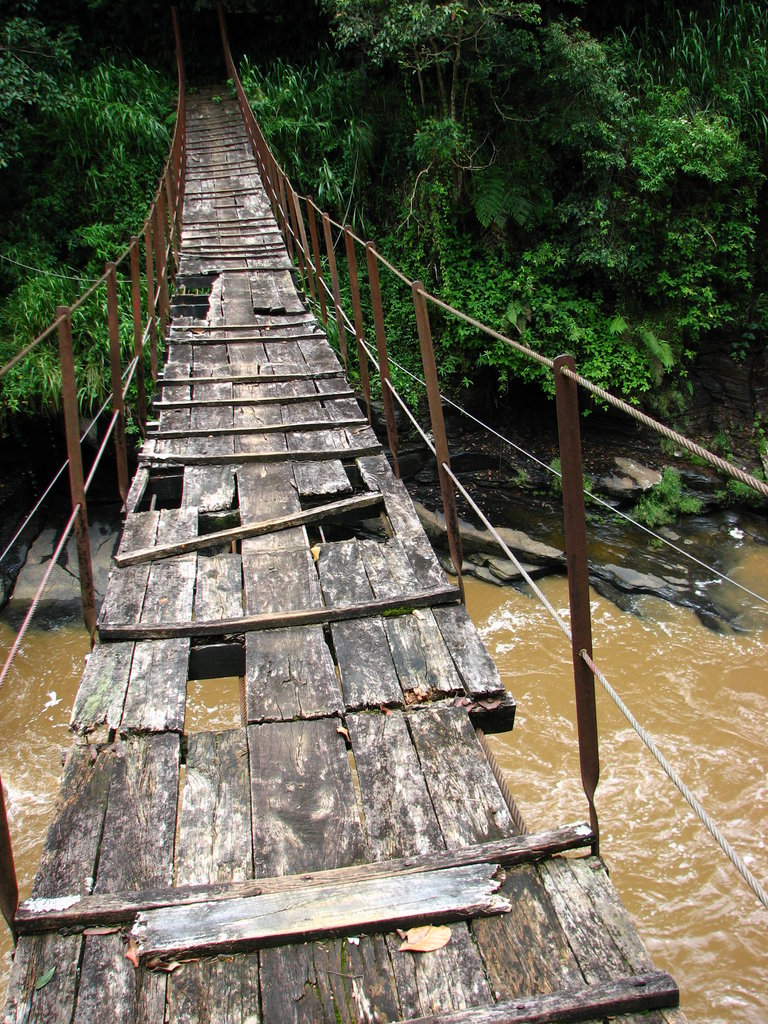
Ponte para peões sobre o Kotmale no Sri Lanka.

Desde tempos remotos que o Homem necessita de ultrapassar obstáculos em busca de alimento ou abrigo. As primeiras pontes terão surgido de forma natural pela queda de troncos sobre os rios, processo prontamente imitado pelo Homem, surgindo então pontes feitas de troncos de árvores ou pranchas e eventualmente de pedras, usando suportes muito simples e traves mestras.
Com o surgimento da idade do bronze e a predominância da vida sedentária, tornou-se mais importante a construção de estruturas duradouras, nomeadamente, pontes de lajes de pedra. Das pontes em arco há vestígios desde cerca de 4000 a.C. na Mesopotâmia e no Egipto, e, mais tarde, na Pérsia e na Grécia(cerca de 500 a.C.).
A mais antiga estrutura chegada aos nossos dias é uma ponte de pedra, em arco, situada no Rio Meles, na região de Esmirna, na Turquia, e datada do século IX a.C.

### As pontes romanas

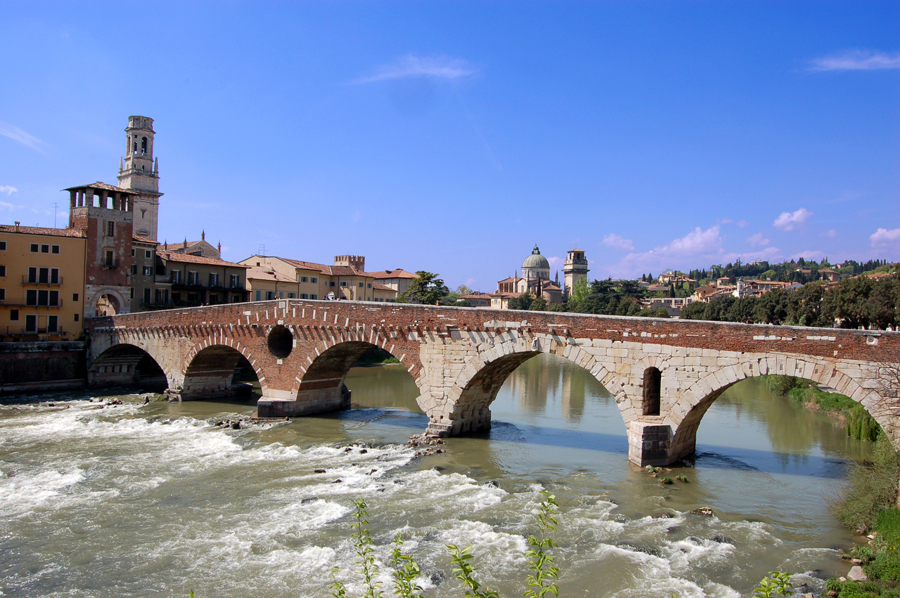
Ponte di Pietra em Verona, Itália

A primeira ponte romana teria sido construída no Tibre no ano 621 a.C. e foi chamada de Pons Sublicius ("ponte das Estacas").
É no século III a.C. que os romanos começam a se dedicar à construção de pontes em arco, atingindo um desenvolvimento nas técnicas de construção e projecto nunca antes visto e dificilmente superado nos mil anos seguintes. Exemplos desta magnífica capacidade de construção são algumas pontes que perduraram até aos nossos dias, como, por exemplo, a pons Aelius(hoje ponte Sant'Angelo) (134 a.C.), sobre o Tibre, (onde terá sido usada pozzolana (uma espécie de cimento que mantém a resistência mesmo submerso), a ponte de Alcántara, em Toledo ou o aqueduto de Segóvia(século I).
Os arcos foram usados pela primeira vez no Império Romano, para a construção de pontes e aquedutos, alguns dos quais ainda hoje se mantêm de pé. Os romanos, foram também os primeiros a usar o cimento, o que reduziu a variação da força que a pedra natural oferecia. Pontes de tijolo e argamassa, foram construídas após a era Romana, à medida que se ia abandonando a tecnologia do cimento.

### Idade Média

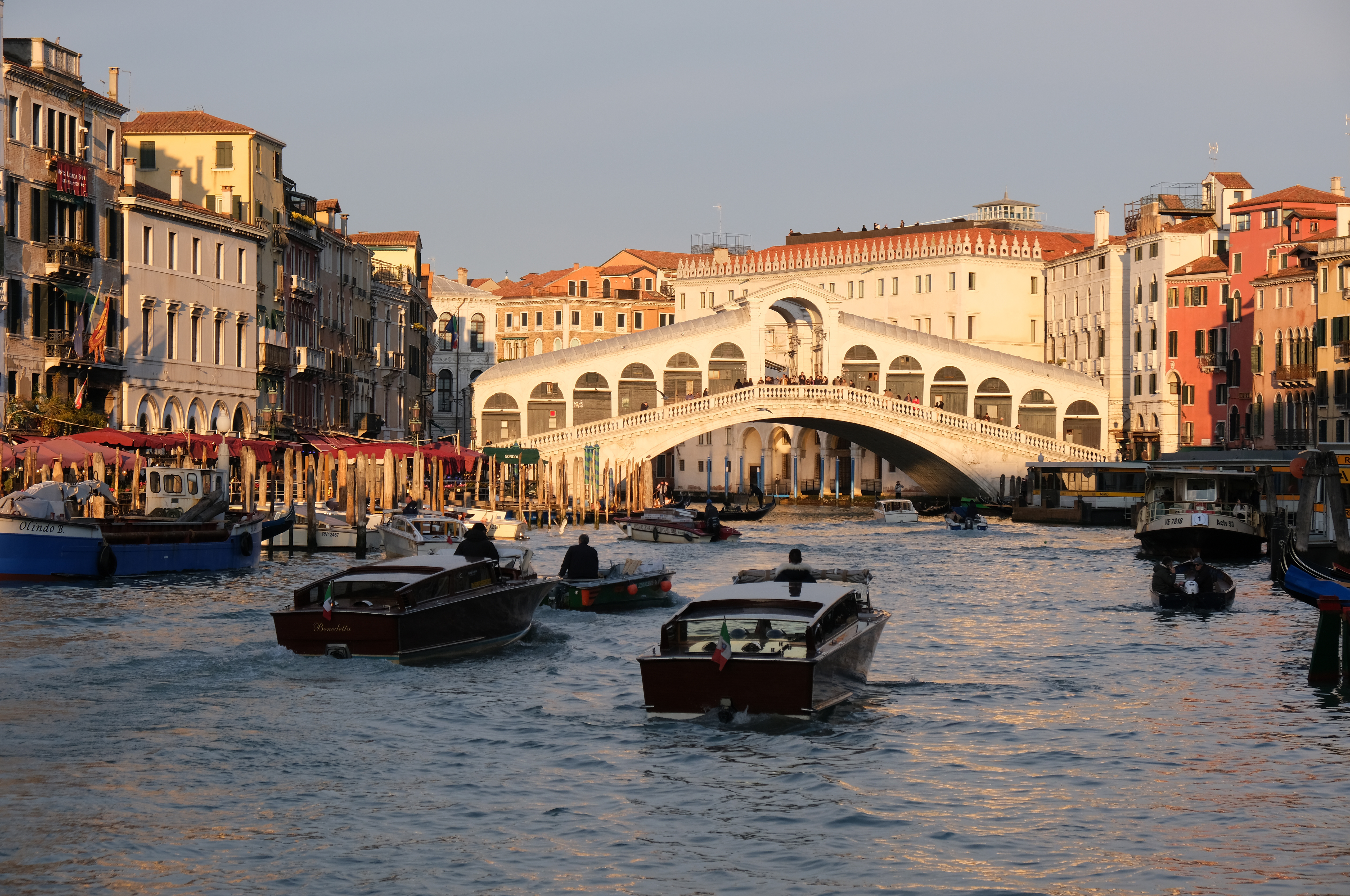
Ponte de Rialto, Veneza, século XVI.

As ordens religiosas desempenham um papel determinante na manutenção e expansão do conhecimento relativo à construção de pontes aplicando o saber adquirido na construção de cúpulas à construção de pontes em arco.
É também nesta época que começam a aparecer pontes com as mais diferentes finalidades: militares, comerciais, residenciais ou mesmo espirituais. A grande contribuição da idade média para a técnica das pontes é a diversificação dos arcos de suporte que passam a incluir os arcos ogivais, não só mais elegantes, como mais seguros e fáceis de construir.
Surgem ordens religiosas especializadas na construção de pontes como os italianos Fratres Pontifices, que se expandiram para a França, com o nome Frères Pontiffes e para Inglaterra com o nome Brothers of the Bridge.

### Renascença

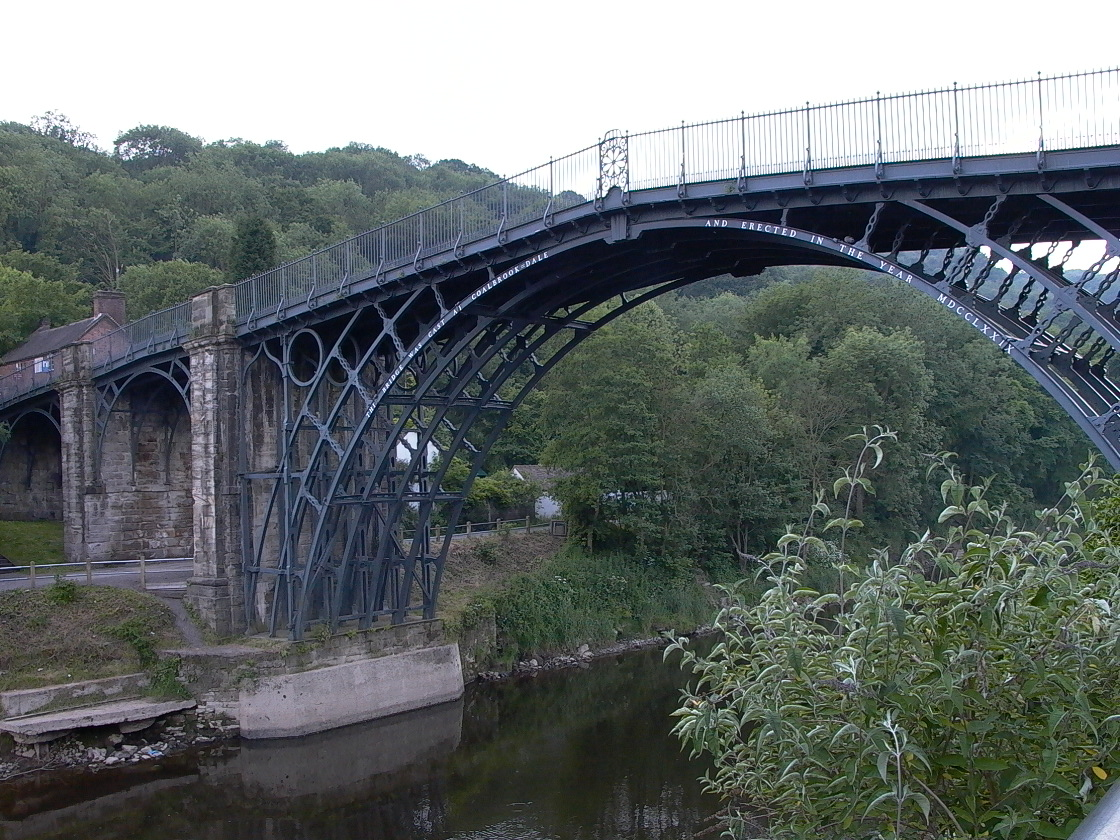
A Ironbridge, a primeira ponte em ferro fundido, em Shropshire, Grã-Bretanha, século XVIII.

Durante a renascença, o aumento das necessidades de deslocação e transporte levou a uma evolução das técnicas construtivas, nomeadamente de projecto das pontes de treliça, como consequência do seu estudo mais aprofundado pelos artistas do renascimento.
A França tornar-se-ia um bastião da engenharia das pontes: o Corps des Ponts et Chaussées criado por Luís XIV para manter as estradas e as pontes do reino, viria a dar origem no século XVIII à École des Ponts et Chaussées, a primeira escola superior de engenharia civil do mundo.
Com a renascença a forma dos arcos e dos pilares alterou-se no sentido de aumentar os vãos bem como transmitir uma sensação de leveza e estética.

### A revolução industrial

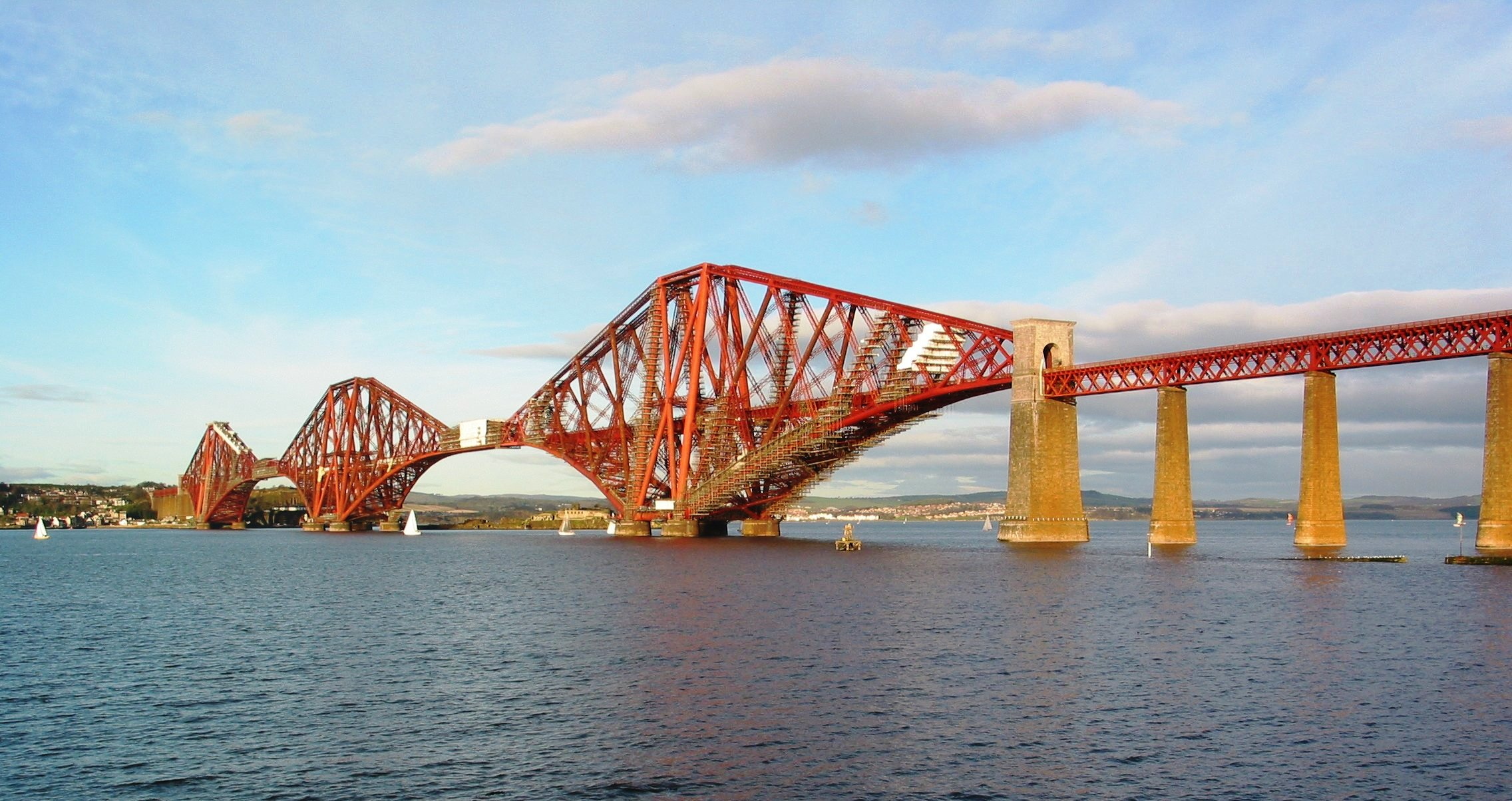
Ponte Forth Rail, Escócia, século XIX

Com o advento da Revolução Industrial, no século XIX, foram desenvolvidos sistemas de armações em ferro-forjado para pontes mais largas, mas o ferro dificilmente possuía a força de tensão suficiente para suportar as grandes cargas dinâmicas exigidas nomeadamente pela estrada de ferro com as recém inventadas locomotivas a vapor. A invenção de novos métodos de fabrico do aço, que tem uma maior força de tensão, permitiu a construção de pontes mais aptas para estas novas necessidades.
As pontes suspensas modernas fazem a sua aparição nesta época, primeiro com corrente metálicas e depois com fios de aço entrelaçados permitindo vãos cada vez mais extensos.
A introdução destes novos tipos de ponte e de materiais, não impede o ressurgimento de pontes de treliça em madeira nos EUA e na Grã-Bretanha devido, nomeadamente, ao baixo custo e à grande disponibilidade da matéria-prima.

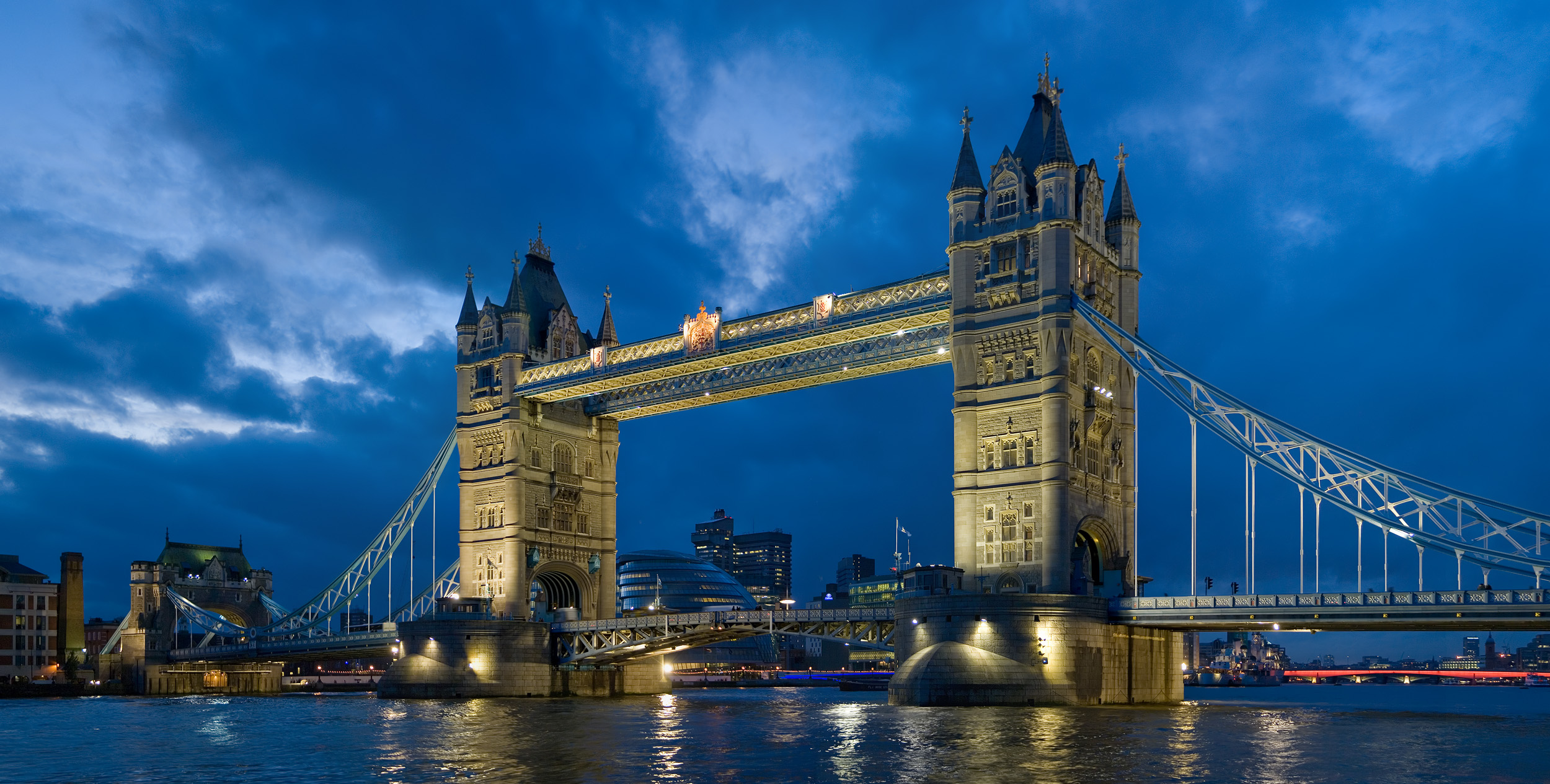
Tower Bridge em Londres.

Entre meados do século XIX e meados do século XX, com o grande desenvolvimento do caminho de ferro e das comunicações em geral, foram desenvolvidos numerosos projectos de pontes. O uso do aço em vez do ferro ou ferro-fundido, veio possibilitar atingir vãos cada vez maiores. Estas pontes foram construídas em arco, vigas recticuladas (cantiléver) e suspensão.
Foram desenvolvidas novas técnicas para a construção de fundações recorrendo ao uso de cilindros metálicos em ferro que eram pressurizados e afundados nos locais de construção dos pilares das pontes. No seu interior os operários escavavam o solo macio até chegarem à pedra estável sob o leito do rio. Só mais tarde se viria a descobrir a importância de uma lenta descompressão evitando assim a morte e a doença de descompressão de numerosos trabalhadores.

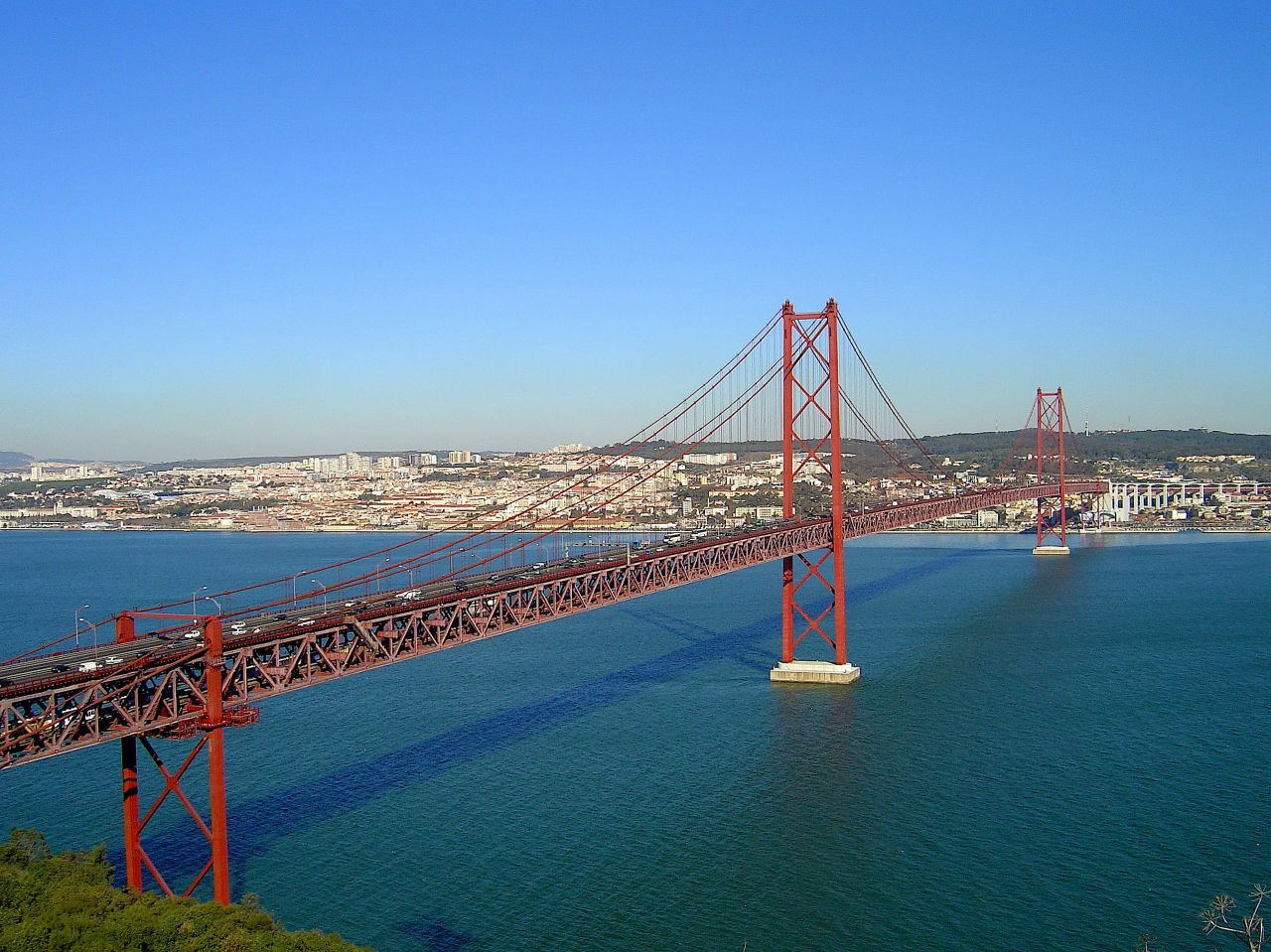
Ponte 25 de Abril em Lisboa.

O maior domínio das técnicas de projecto e construção e a introdução de novos materiais não impediram todavia a queda de algumas pontes e o surgimento de problemas que só depois viriam a ser debelados-como a influência dos ventos nas pontes suspensas podendo provocar o seu colapso. Foi o caso da ponte Tacoma Narrows, no estado de Washington, EUA que, com um vão de 853 metros e um tabuleiro com apenas 2,4 metros de espessura, oscilava mesmo com ventos ligeiros. A colocação de tirantes adicionais não foi suficiente para contrariar esta oscilação e, em 1940, com um vento de apenas 68 km/h começou a oscilar significativamente sendo encerrada ao trânsito, vindo a colapsar pouco depois. Esta e outras falhas chamaram a atenção dos engenheiros para a importância do factor vento na construção destas estruturas, e provocando o desenvolvendo da análise do comportamento aerodinâmico nomeadamente submetendo modelos à escala a túneis de vento.

### Os nossos dias

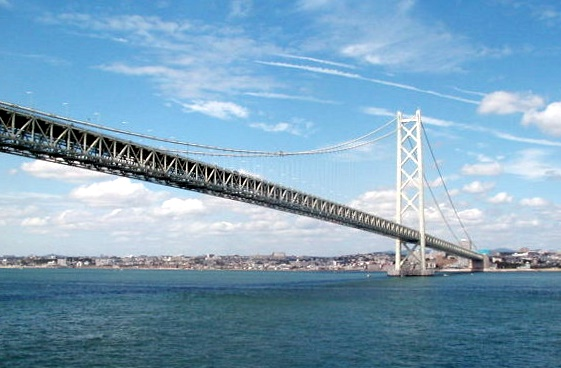
Ponte Akashi-Kaikyo.

Durante a Segunda Guerra Mundial, a Inglaterra desenvolveu um modelo de ponte que ficou conhecido como Bailey, foram modelos de pontes metálicas emergenciais fundamentais para a vitória dos Aliados contra a Alemanha Nazi. Após a Segunda Guerra Mundial muitas das infraestruturas rodoviárias tiveram que ser reconstruídas. Generalizou-se o uso do betão e do aço, nomeadamente com pontes em betão pré-esforçado. As cofragens metálicas e as vigas passaram a ser soldadas em vez de fixas com rebites.[carece de fontes?]
Constroem-se numerosas pontes suspensas, e, em particular, pontes atirantadas com as mais variadas disposições dos cabos de suspensão. Torna-se claro que as pontes em betão, devido à importante carga própria que possuem, são pouco sensíveis à carga variável e, como tal, pouco influenciadas por esta, o que lhes dá uma importante estabilidade.[carece de fontes?]
Estes factores associados permitiram ultrapassar obstáculos até então dificilmente superáveis. O vão de 1995 metros conseguido na ponte suspensa de Akashi-Kaikyo, no Japão, é disso bom exemplo.

### O futuro

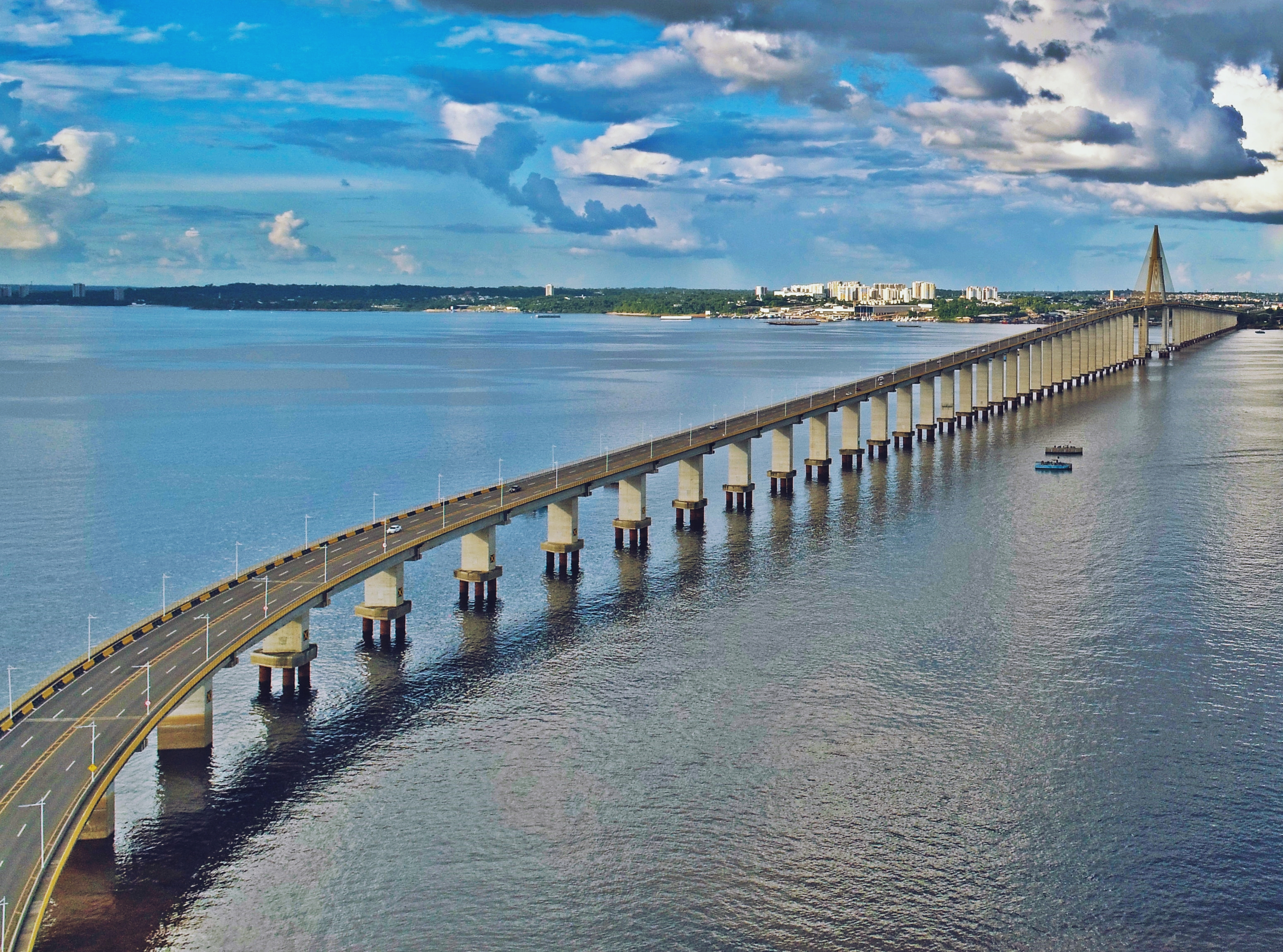
Ponte Rio Negro em Manaus, Brasil. É a maior ponte estaiada do país, com 3,6 km de extensão.

É de esperar desenvolvimentos nas técnicas de construção, manutenção e reabilitação de pontes, com a introdução de novas técnicas construtivas e novos materiais (alumínio, fibra de vidro) ou evolução das características dos já utilizados (betão, aço).
As novas pontes serão certamente construídas de forma mais económica, segura e com maiores níveis de qualidade.
Um salto importante estará no advento das chamadas pontes inteligentes  que, dotadas de sensores, processadores de dados e sistemas de comunicação e sinalização, poderão alertar para um conjunto de situações, desde sobrecargas, subidas dos níveis das águas, ventos, formação de gelo, sismicidade, pré-rotura de certos pontos nevrálgicos da ponte, fadiga dos materiais, corrosão.

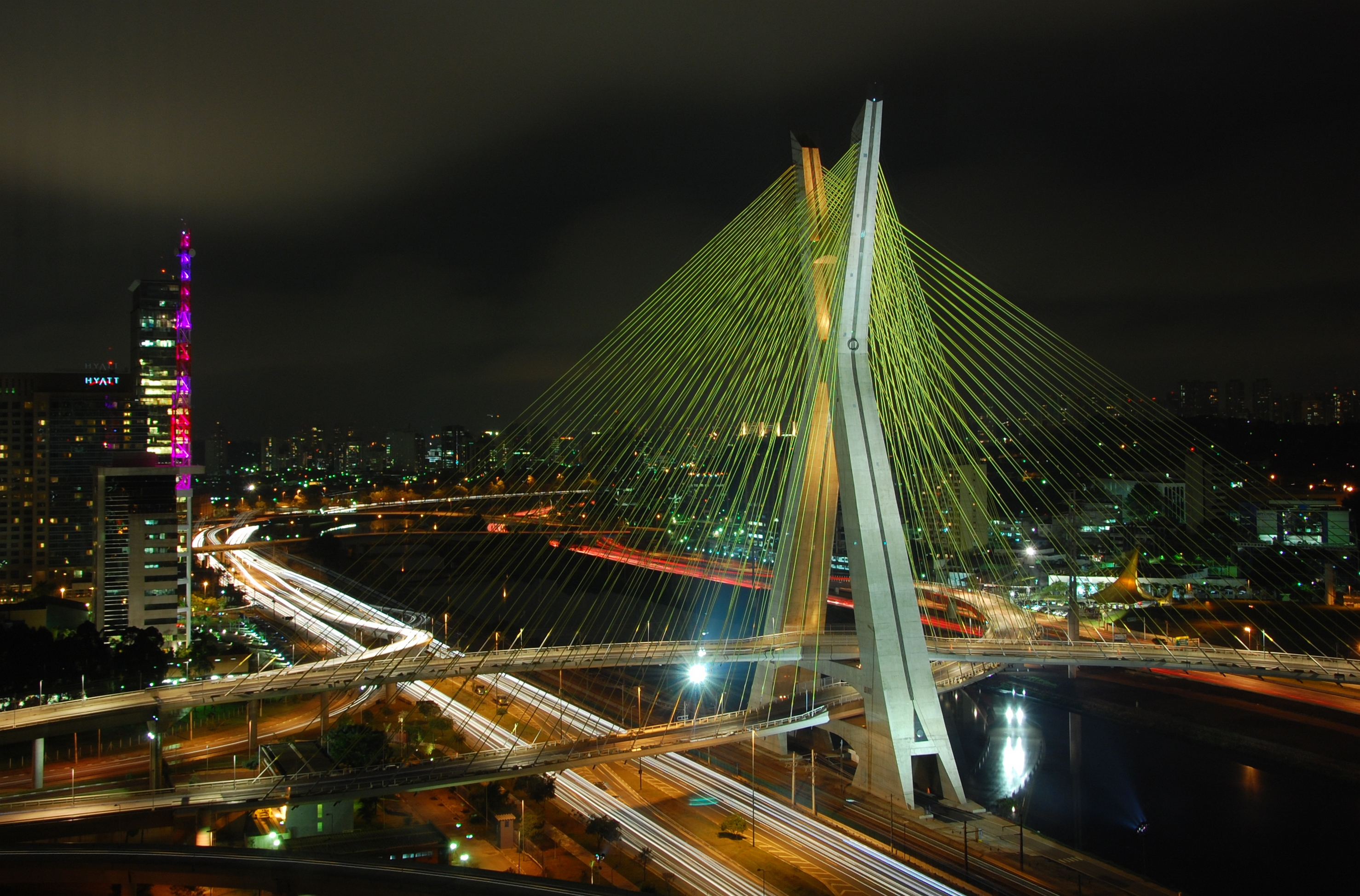
Ponte Octávio Frias de Oliveira em São Paulo, Brasil.

Estes sistemas "inteligentes" poderão chegar ao ponto de serem "reactivos", por exemplo, combatendo a corrosão através de sistemas de raios catódicos instalados na própria ponte, usando sistemas de descongelação do gelo presente no tabuleiro, ou mesmo accionando deflectores de ar de forma a assegurar a melhor estabilidade da ponte face ao vento ou às cargas variáveis.
A implementação de todos estes sistemas, decorrente de uma estreita colaboração entre a engenharia de materiais e a electrónica, está dependente, para além da própria evolução da ciência, dos estudos económicos que demonstrem a sua exequibilidade.

## Tipos de pontes
As pontes podem ser classificadas pelo uso para o qual foram desenhadas, pelo tipo de estrutura usado na sua concepção.

### Pelo uso
Segundo a sua utilização as pontes podem ser classificadas como:
- pontes ferroviárias, para o tráfego de comboios (trens)
- pontes rodoviárias, para o tráfego de automóveis e também chamada de viadutos nas áreas urbanas
- pontes pedonais, utilizadas exclusivamente por peões e também chamadas de 'passarelas'
- pontes oleodutos, para o transporte de produtos químicos ou de água.

Alguns casos poderão existir restrições ao seu uso como por exemplo no caso de ponte de autoestradas, nas quais é proibida a circulação de peões e bicicletas, por exemplo.

### Pontes decorativas e cerimoniais
A fim de criarem bonitos efeitos, algumas pontes são construídas bastante mais altas do que o necessário. Este tipo é encontrado nos jardins orientais e é chamado Moon Bridge, em homenagem à Lua cheia.
Em muitos palácios, são construídas pontes sobre cursos de água artificiais, para simbolizar a passagem para um local importante, ou um estado de espírito. Um conjunto de cinco pontes, sobre um curso de água sinuoso, é um importante jardim da Cidade proibida em Beijing na República Popular da China. A ponte central era reservada exclusivamente para o Imperador, a Imperatriz e seus convidados.

### Pontes móveis

## Pontes famosas

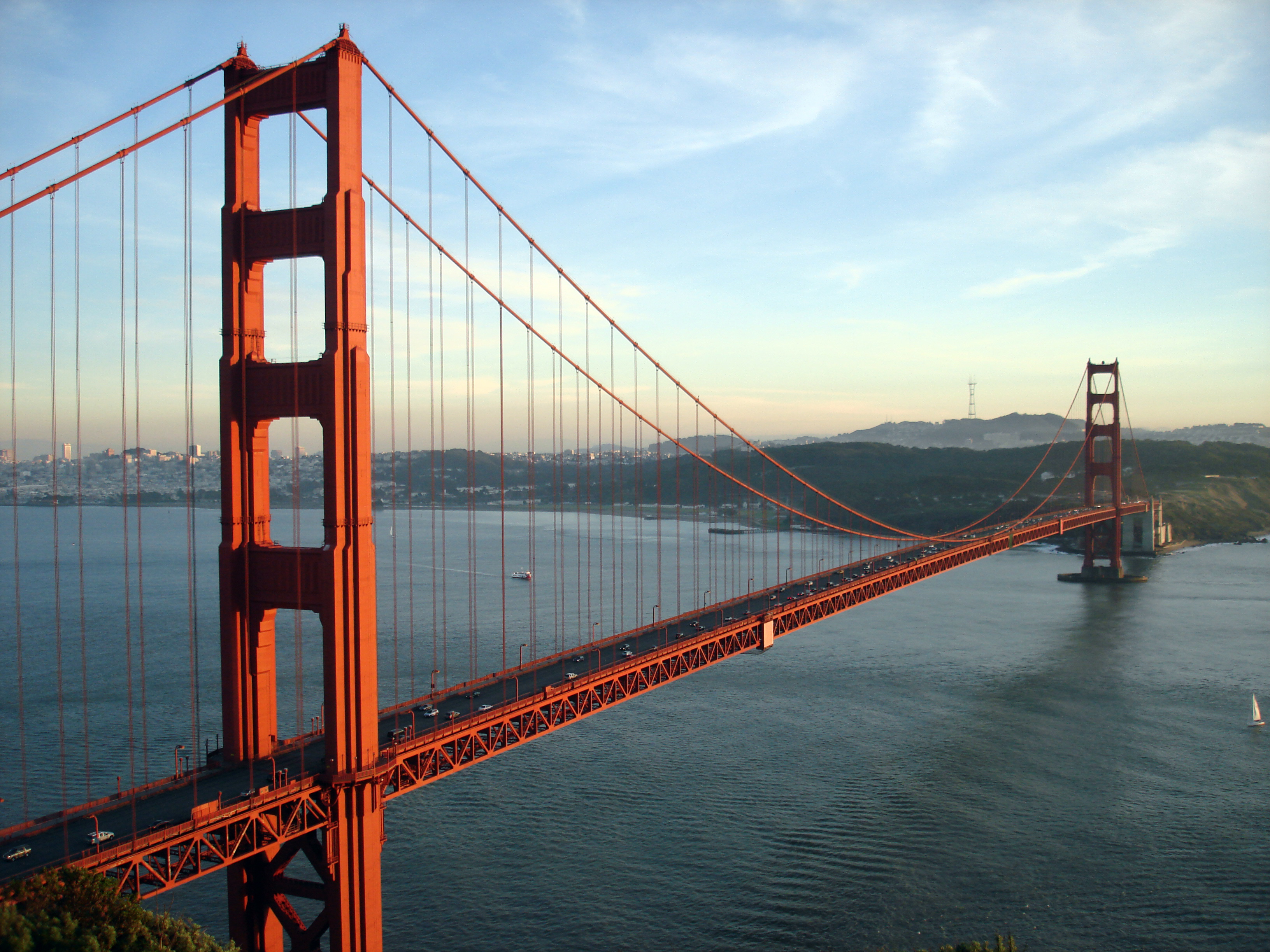
Ponte Golden Gate, uma das mais famosas do mundo.

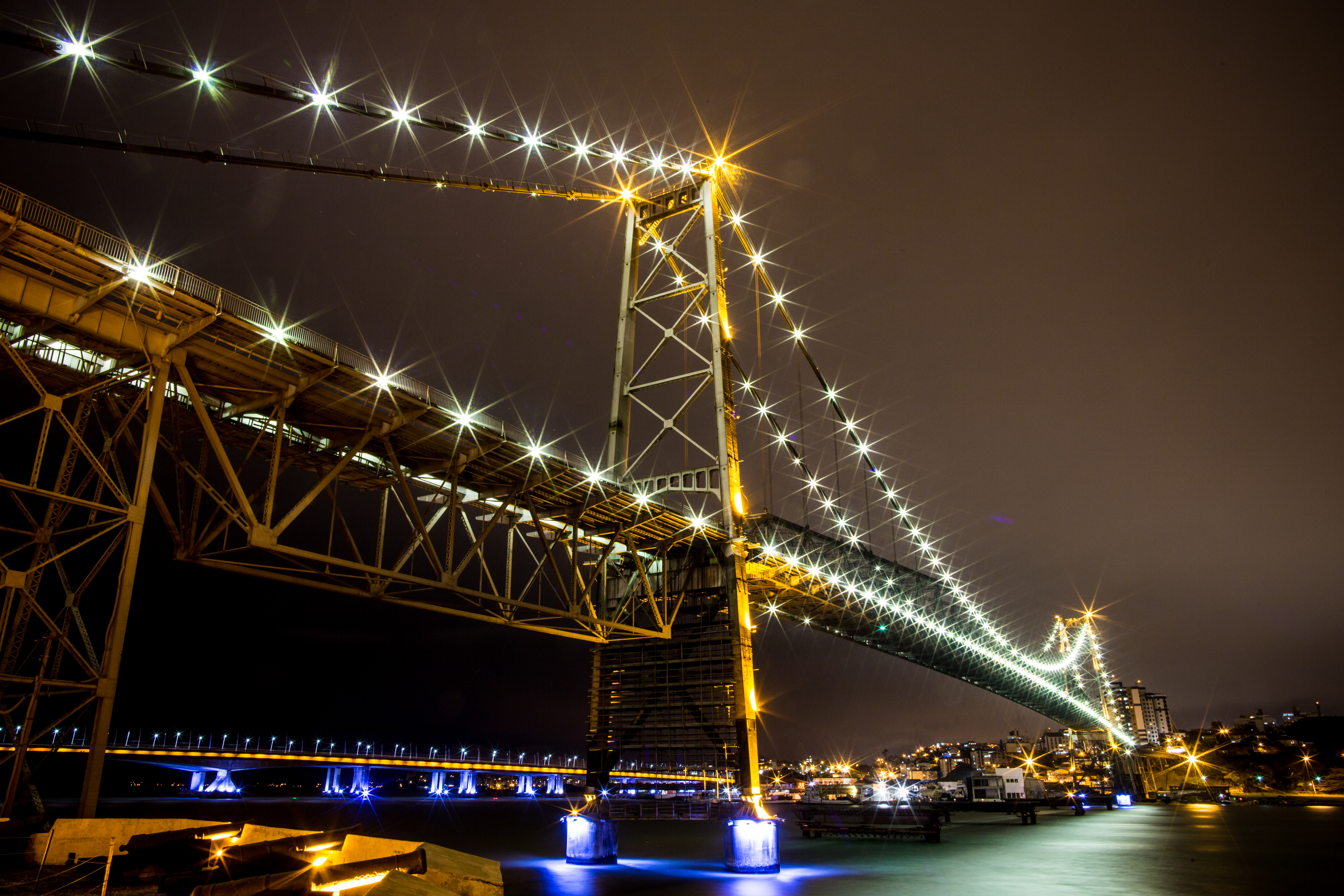
Ponte Hercílio Luz, cartão-postal de Florianópolis.

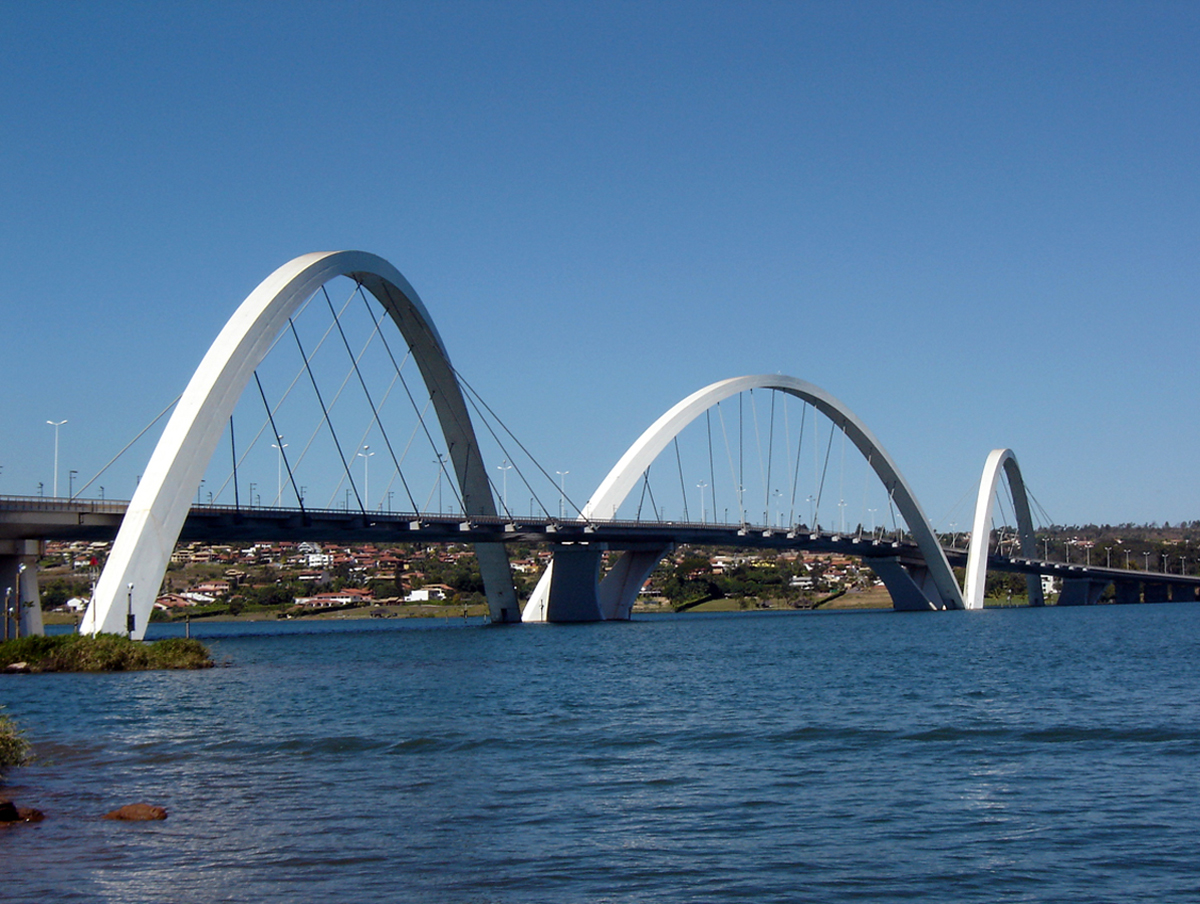
Ponte Juscelino Kubitschek.

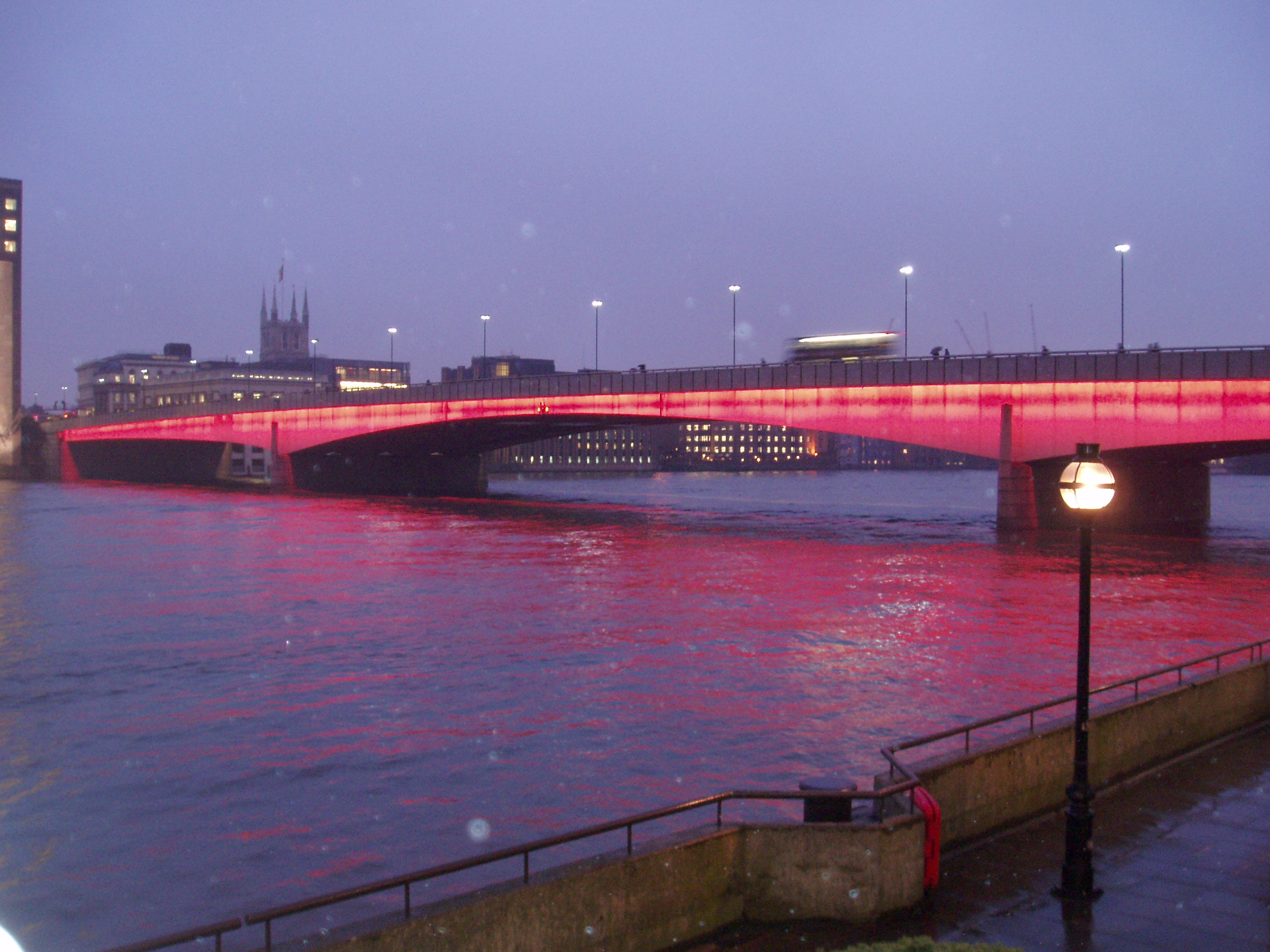
Ponte de Londres.

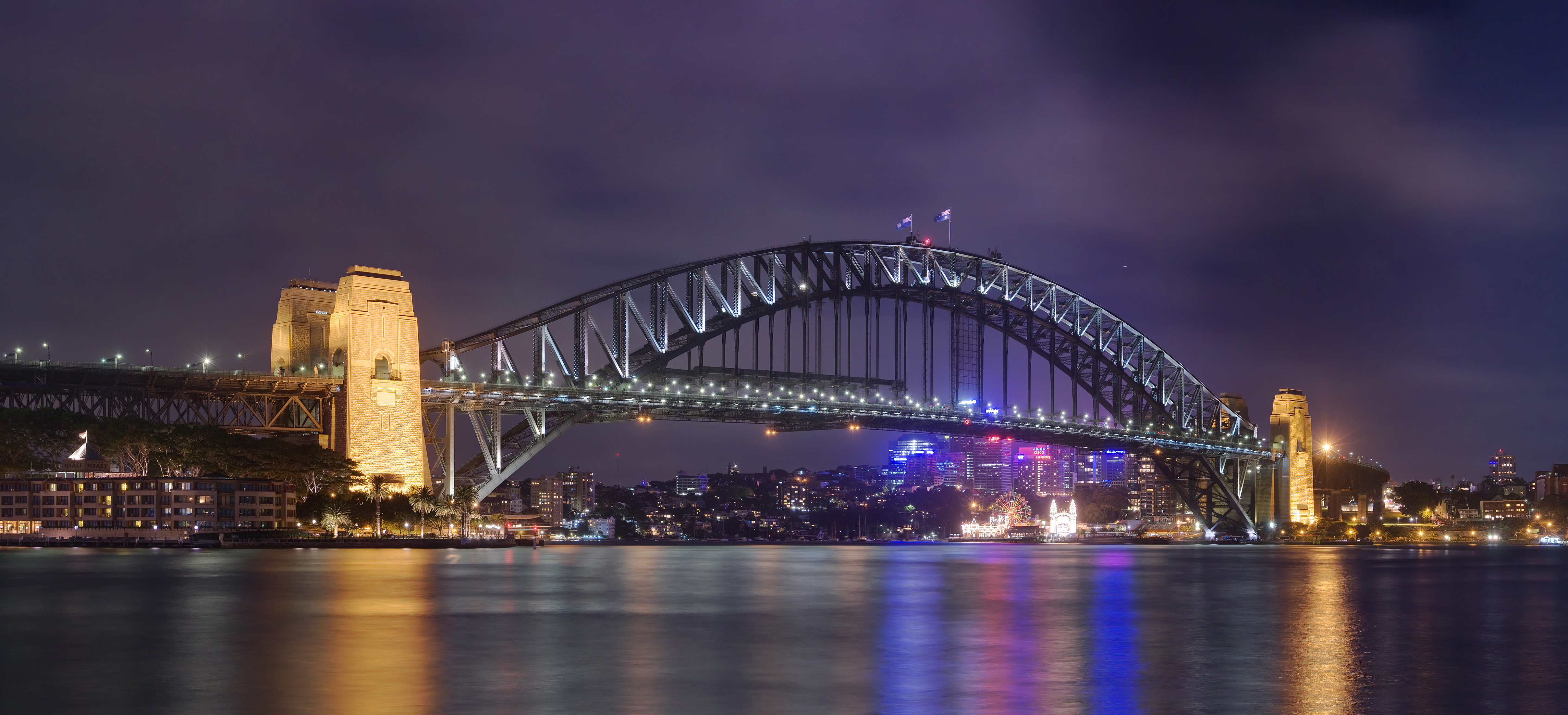
A Ponte da Baía de Sydney, um dos cartões-postais da Austrália.

A ponte do Brooklyn e o centro financeiro de Manhattan, Nova Iorque, EUA.

- Ponte 25 de Abril — ponte suspensa portuguesa, ligando Lisboa à margem sul do rio Tejo.
- Ponte da Arrábida — ponte sobre o rio Douro, ligando o Porto a Gaia, com o maior arco em betão do mundo, à época da sua construção
- Ponte de D. Maria Pia — ponte ferroviária metálica portuguesa sobre o rio Douro, tendo sido a primeira grande obra da empresa de Gustave Eiffel
- Ponte Forth Road
- Golden Gate Bridge — ponte suspensa norte-americana sobre a Baía de S. Francisco.
- Ponte de Londres — Em Londres sobre o Rio Tâmisa.
- San Francisco —  Oakland Bay Bridge
- Ponte do Severn — próxima a Bristol, Inglaterra.
- Tacoma Narrows Bridge
- Tower Bridge — Londres, Inglaterra
- Ponte de São João — ponte ferroviária portuguesa, sobre o rio Douro, a primeira do mundo a ser construída no sistema de cofragem deslizante.
- Ponte de Trajano — Ponte romana sobre o rio Danúbio, apenas fragmentos visíveis
- Ponte Rio-Niterói — Com 13,9 km de extensão, é o trecho da Rodovia BR 101 que liga o Rio de Janeiro a Niterói.
- Ponte Estaiada João Isidoro França — Liga as margens do Rio Poti em Teresina,Piauí.
- Terceira Ponte — Liga Vitória a Vilha Velha no ES.
- Ponte Vasco da Gama — Ponte portuguesa sobre o rio Tejo, com 17,2 km de extensão, entre Lisboa e Montijo.
- Ponte Jornalista Phelippe Daou — Com 3,6 km de extensão, é o trecho AM-070 que liga Manaus a Iranduba, conhecida como Ponte Rio Negro.
- Ponte Octávio Frias de Oliveira — Sobre o rio Pinheiros em São Paulo, conhecida como Ponte Estaiada.
- Ponte JK — Cartão-postal de Brasília.
- Ponte do Brooklyn — Em Nova Iorque, sobre o Rio Hudson.
- Ponte Hercílio Luz — Maior ponte pênsil do Brasil e a maior ponte do mundo com barras de olhal.
- Ponte Beipanjiang — Ponte mais alta do mundo, erguida 565 metros acima do rio Nizhu e que liga as províncias de Yunnan e Guizhou inaugurada em dezembro de 2016.
- Europaweg ou Ponte Charles Kuonen — A mais longa ponte suspensa do mundo, com o comprimento de cerca de 500 metros, é uma ponte pedonal que liga Grächen e Zermatt na Suíça. Foi inaugurada em 29 de Julho de 2017.[15]